# تنصيب عبد المجيد تبون
تنصيب عبد المجيد تبون الرئيس الثامن في تاريخ الجزائر المستقلة والرئيس السادس المنتخب من قبل الشعب خلال الانتخابات الرئاسية الجزائرية 2019 بتاريخ 12 ديسمبر، عبارة عن مراسم انتقال السلطة السياسية بين رئيس الدولة المؤقت عبد القادر بن صالح والرئيس المنتخب تبون وأداء اليمين الدستورية بدأت صباح يوم الخميس في 19 ديسمبر 2019 وفقًا للمادة التاسعة والثمانين (89) من دستور الجزائر الحالي.
وتنص المادة التاسعة والثمانين على: «يؤدّي رئيس الجمهوريّة اليمين أمام الشّعب بحضور جميع الهيئات العليا في الأمّة، خلال الأسبوع الموالي لانتخابه
ويباشر مهمّته فور أدائه اليمين»
أجريّت مراسم التنصيب في مبنى قصر الأمم بنادي الصنوبر، الواقع في الجزائر العاصمة. تبدأ المراسم تحديدًا ليوم واحد وهو يوم أداء اليمين الدستورية لتعلن بدء مرحلة جديدة من الانتقال السياسي في الجزائر، دورتها خمسة سنوات، متمثلة بعبد المجيد تبون رئيسًا للجزائر خلفًا للرئيس السابق المستقيل عبد العزيز بوتفليقة ولعبد القادر بن صالح الرئيس المؤقت دستوريا.
أثناء مراسم التنصيب تؤدى مراسيم اليمين الدستورية، والتحية العسكرية من قبل الحرس الجمهوري، بالإضافة إلى قراءة الفاتحة من قبل الرئيس المنتخب على أرواح شهداء ثورة التحريرالجزائرية بمقام الشهيد.

## اليمين الدستورية
أدى عبد المجيد تبون اليمين الدستورية على يد عبد الرشيد طبي رئيس المحكمة العليا، في مراسم تأدية اليمين الدستورية، واُسْتُخْدمَ لذلك نسخة من القرآن الكريم، وهو الكتاب الذي يُؤدَي به اليمين الدستورية لرؤساء الجزائر باعتبار الإسلام دين الدولة حسب ما تنص عليه المادة الثانية من الدستور أن «الإسلام دين الدّولة».

### نص اليمين الدستورية
يقرأ رئيس المحكمة العليا عبد الرشيد طبي النص جملة بعد جملة ويعيد خلفه عبد المجيد تبون وتنص المادة 90 من الدستور على اليمين الدستورية وهي:  «بسم  اللّه  الرّحمن  الرّحيم،
وفاء للتّضحيات الكبرى، ولأرواح شهدائنا الأبرار، وقيم ثورة نوفمبر الخالدة، أُقسم باللّه العليّ العظيم، أن أحترم الدّين الإسلاميّ وأمجّده، وأدافع عن الدّستور، وأسهر على استمراريّة الدّولة، وأعمل على توفير الشّروط اللاّزمة للسّير العاديّ للمؤسّسات والنّظام الدّستوريّ، وأسعى من أجل تدعيم المسار الدّيمقراطيّ، وأحترم حرّيّة اختيار الشّعب، ومؤسّسات الجمهوريّة وقوانينها، وأحافظ على سلامة التّراب الوطنيّ، ووحدة الشّعب والأمّة، وأحمي الحرّيّات والحقوق الأساسيّة للإنسان والمواطن، وأعمل بدون هوادة من أجل تطوّر الشّعب وازدهاره، وأسعى بكلّ قواي في سبيل تحقيق المثُل العليا للعدالة والحرّيّة والسّلم في العالم؛
واللّه على ما أقول شهيد»

## الحضور
بحسب المادة التاسعة والثمانين من الدستور يؤدي رئيس الجمهوريّة الجزائري المنتخب اليمين أمام الشعب بحضور جميع الهيئات العليا في الأمة وكذلك يمكن حضور السلك الديبلوماسي للدول الأجنبية بالجزائر والشخصيات الدولية:

### الشخصيات الوطنية
| الاسم                  | الصفة                                                                                |
| ---------------------- | ------------------------------------------------------------------------------------ |
| عبد القادر بن صالح     | رئيس الدولة المؤقت للجزائر خلفا للرئيس المنتخب سابقا عبد العزيز بوتفليقة             |
| أحمد قايد صالح         | نائب وزير الدفاع الوطني الجزائري                                                     |
| بن علي بن علي          | قائد الحرس الجمهوري الجزائري                                                         |
| عبد الرشيد طبي         | - رئيس المحكمة العليا - ممثل السلطة القضائية                                         |
| نور الدين بدوي         | وزيرا أول                                                                            |
| جميع أعضاء حكومة بدوي  | السلطة التنفيذية                                                                     |
| عبد القادر بن قرينة    | - مرشح في الانتخابات الرئاسية الجزائرية 2019 - رئيس حركة البناء الوطني               |
| علي بن فليس            | - مرشح في الانتخابات الرئاسية الجزائرية 2019 - رئيس حزب طلائع الحريات                |
| عزالدين ميهوبي         | - مرشح في الانتخابات الرئاسية الجزائرية 2019 - أمين عام حزب التجمع الوطني الديمقراطي |
| عبد العزيز بلعيد       | - مرشح في الانتخابات الرئاسية الجزائرية 2019 - رئيس حزب جبهة المستقبل                |
| صالح قوجيل             | رئيس مجلس الأمة بالنيابة                                                             |
| سليمان شنين            | رئيس المجلس الشعبي الوطني                                                            |
| أبو عبد الله غلام الله | رئيس المجلس الأعلى الإسلامي                                                          |

### الشخصيات الدولية
| # | الاسم              | الصفة                 |
| - | ------------------ | --------------------- |
| 1 | لحسن عبد الخالق    | سفير المغرب بالجزائر  |
| 2 | فؤاد صادق البحارنة | سفير البحرين بالجزائر |

## وصلات خارجية
- الرئيس عبد المجيد تبون يؤدي اليمين الدستورية - يوتيوب